# Paramenia macularis
Paramenia macularis är en tvåvingeart som först beskrevs av Walker 1858.  Paramenia macularis ingår i släktet Paramenia och familjen spyflugor. Inga underarter finns listade i Catalogue of Life.